# Bitalawa Pipaltari
Bitalawa Pipaltari – gaun wikas samiti w zachodniej części Nepalu w strefie Dhawalagiri w dystrykcie Parbat. Według nepalskiego spisu powszechnego z 2001 roku liczył on 577 gospodarstw domowych i 2628 mieszkańców (1473 kobiet i 1155 mężczyzn).